# サナス
株式会社サナスは、鹿児島県鹿児島市に本社を置く食品メーカー。旧社名は日本澱粉工業株式会社（にほんでんぷんこうぎょう）。澱粉を主力商品とする。

## 概要
一般から工業・医療などの分野で使われる澱粉や水飴、ブドウ糖などを製造・販売している。また、鹿児島県産の野菜から作られた漬物の製造も行っている。
薩摩酒造や本坊酒造、本坊商店を中核とした本坊グループの主力企業である。

## 沿革
- 1936年 - 鹿児島県下7工場でサツマイモの澱粉の製造を開始
- 1938年 - 会社設立。サツマイモ澱粉を原料として水飴・ブドウ糖の製造を開始
- 1955年 - はるさめの製造を開始。噴霧法による粉末水飴の工業化に成功。
- 1959年 - 酵素法によるブドウ糖の生産を開始
- 1969年 - 「ブドウ糖果糖液糖」の製造・販売を開始
- 1972年 - 鹿児島県産の干し大根を生かした漬物の生産を開始
- 1988年 - 「ドライコーンスターチ」の製造開始
- 1991年 - 「含水結晶ブドウ糖」の製造開始
- 1992年 - 谷山港工場 ( 春雨・葛きり工場 ) 操業開始
- 1993年 - 「加工澱粉」の製造開始
- 1998年 - 医薬品製造業の許可（医薬品GMP）を取得
- 1999年 - コーポレートブランドを「寳星」から「サナス」に変更
- 2000年 - ISO9001の認証取得（本社工場、第二工場）
- 2001年 - 技能伝承・モノづくりを学ぶための社内学校『白眉実践塾』の創設
- 2003年 - 本社工場配送センター完成（出荷・物流ヤード）
- 2004年 - 福岡支店並びに福岡配送センター竣工
- 2006年 - ISO9001認証取得（全社拡大）
- 2007年 - 鹿児島市「環境管理事業所」認定取得
- 2007年 - 新規糖質としてアンヒドロースの製造・販売を開始
- 2009年 - 食品産業優良企業等表彰「農林水産大臣賞」受賞
- 2009年 - 「かごしま産業技術賞特別賞」受賞
- 2011年 - BPM（Business Process Management）活動キックオフ
- 2013年 - FSSC22000認証取得(本社工場)
- 2013年 - 朝日化学工業株式会社及びタイアサヒを子会社化
- 2014年 - 平成25年度「職業能力開発関係厚生労働大臣表彰（技能検定関係優良事業所）」を受賞
- 2016年 - 創業80周年業
- 2016年 - 新社屋竣工設
- 2017年 - 「日本澱粉工業株式会社」から「株式会社サナス」に社名号変更
- 2018年 - 鹿児島県内の企業で初めて「安全衛生優良企業」認定

## 事業所
本社・本社工場
- 鹿児島県鹿児島市南栄三丁目20番地

東京支店
- 東京都台東区池之端一丁目1番15号 南星上野ビル7F

福岡支店・福岡配送センター
- 福岡県福岡市東区多の津一丁目16番3-1号

大阪営業所
- 大阪府大阪市中央区島之内一丁目22番4号サナス長堀ビル3F

鹿児島第二工場
- 鹿児島県鹿児島市南栄四丁目12番1号

食品第一工場
- 鹿児島県鹿児島市谷山港一丁目4番地3号

食品第二工場・漬物の里
- 鹿児島県南九州市頴娃町別府845番地

澱粉工場
- 鹿児島県阿久根市脇本7633番地

## 関連会社
- 薩摩酒造
- 本坊酒造
- 南九州ファミリーマート
- 本坊商店
- 株式会社PLACE（鹿児島市内のTSUTAYA店舗・ファミリーマート店舗、ジョイフィット店舗のフランチャイジー会社）
- 鹿児島放送
- 鹿児島讀賣テレビ